# Pogranicze terytorialne (pedagogika)
Pogranicze terytorialne (stykowe, przejściowe) – pojęcie pedagogiczne według Jerzego Nikitorowicza oznaczające obszar wspólny znajdujący się pomiędzy różnymi ze względu na narodowość lub pochodzenie etniczne centrami kulturowymi. To strefa społeczna wzajemnie się przenikająca i bezpośrednio na siebie oddziałująca. Jerzy Nikitorowicz dzieli pogranicze obszarowo kulturowe na dwa oddzielne centra kulturowe – dominujące oraz teren styku tych dwóch centrów, w którym dwie jednostki centrum konfrontują się wzajemnie tworząc płaszczyznę porównawczą.
W ujęciu Andrzeja Sadowskiego jest to terytorium ograniczone obszarowo, podsiadające duży zasięg oddziaływania, które obejmuje całą strefę przejściową.
W ujęciu Aliny Awramiuk to przestrzeń wytworzona i kreowana przez ludzi wchodzących w stosunki władzy, własności i wymiany, a powstałe w ten sposób formy przestrzenne są odzwierciedleniem stosunków społecznych.
W rozumieniu pedagogiki społecznej to kompleks współistniejących grup, wzajemnie się przenikających i krzyżujących się w granicach swojej odrębności kulturowej.